# Lake Sammamish State Park
Lake Sammamish State Park är en park vid Lake Sammamishs södra ände i King County i delstaten Washington i nordvästra USA. Parken inrättades 1950.
Seriemördaren Ted Bundy kidnappade två kvinnor vid Lake Sammamish State Park den 14 juli 1974: först 23-åriga Janice Ott och fyra timmar senare 18-åriga Denise Naslund. De båda kvinnornas kvarlevor påträffades i Issaquah två månader senare.